# مرصد الحريات الصحفية
مرصد الحريات الصحفية (JFO) ، منظمة عراقية مستقلة تهتم بشؤون الصحفيين وحريتهم.
ويلعب المرصد دورا كبيرا في العراق حيث يبرز هو الوحيد بشكل قوي للدفاع عن الصحفيين العراقيين.
يديره الآن مجموعة من الصحفيين المتميزين في مجال الصحافة ويرأسهم الصحفي العراقي زياد العجيلي.